# Drašarov
Drašarov (687 m n. m.) je vrch v okrese Svitavy v Pardubickém kraji. Leží asi 1 km severovýchodně od obce Stašov na jejím katastrálním území.

## Geomorfologické zařazení
Geomorfologicky vrch náleží do celku Svitavská pahorkatina, podcelku Českotřebovská vrchovina, okrsku Kozlovský hřbet a podokrsku Stašovský hřbet.